# آیینه‌دل‌ها
آیینه‌دل‌ها (نام علمی: Monacoa) نام یک سرده از تیره چشم‌بشکه‌ای است.